# Pałac w Łagowie
Pałac w Łagowie – zabytkowy pałac we wsi Łagów (województwo dolnośląskie) w gminie Zgorzelec.

## Historia
Najstarsze informacje o Łagowie pochodzą z początku XIV wieku. Właścicielami majątku była m.in. rycerska rodzina von Penzig, von Salza, Matthias Axt, a od 1481 roku burmistrz Görlitz Georg Emmerich. W drugiej połowie XVI w. właścicielem wsi była rodzina von Serch. Za sprawą Michała Endera von Serch i jego żony Elizabeth Hoffmann, w 1581 r. powstał renesansowy pałac, którego fragmenty zachowały się do dzisiaj w bryle budynku.
W 1620 r. w łagowskim pałacu główną kwaterę miał Johann Georg von Brandenburg. W czasie wojny trzydziestoletniej, od 30 października do 4 listopada 1633 r. rezydował tu Albrecht von Wallenstein. Gościem w 1680 roku był także książę saksoński Johann Georg II. Rezydencja cieszyła się więc dobrą sławą i przyciągała w swoje progi wielkie osobistości tamtych czasów.
Pałac swój kształt uzyskał w czasie przebudowy w 1782 roku z inicjatywy Christiny Frederiki Geissler. Z tego okresu pochodzi m.in. główny portal z pilastrami we wschodnim ryzalicie, w którym także znajduje się tablica fundacyjna z 1581 r. oraz kartusz herbowy Endera von Sercha i jego żony Elizabeth Hoffman.
Pałac w Łagowie pozostawał w rękach rodziny Geissler do przełomu XIX i XX w. W XXI w. zmienił się właściciel, dzięki czemu zabytek został odremontowany i przywrócono mu dawny wygląd.
Obecnie pałac w Łagowie znajduje się pośrodku dziedzińca folwarcznego, który zamknięty jest z trzech stron budynkami gospodarczymi i budynkiem czeladnym. Ponadto częściowo po wschodniej i południowej stronie budynek ograniczono wysokim ceglanym murem. Na dziedziniec prowadzą dwa wjazdy: wjazd główny wiedzie od wschodu pod budynek folwarczny, natomiast wjazd pod zabudowanie gospodarcze prowadzi od zachodu poprzez bramę główną.
W pierwszym ćwierćwieczu XVII w. dwór mieścił bibliotekę, zbrojownię, kolekcję monet oraz 2 wielkie kredensy.
W roku 2014 nowy właściciel, Mieczysław Kłak, przeprowadził gruntowny remont i rewitalizacje zarówno budynku Pałacu jak i otaczających go zabudowań. Obecnie w pałacu znajduje się hotel a w budynkach folwarcznych sale bankietowe.

## Architektura pałacu
Dwupiętrowy pałac, wybudowany na planie wydłużonego prostokąta; kryty dachem dwuspadowym z lukarnami. Obecnie to trzykondygnacyjna budowla z piętrowym gankiem wejściowym, krytym dachem trzyspadowym. Nad wejściem na bocznej ścianie ganku znajduje się renesansowy portal z herbem fundatora Michała Endera von Sercha z inskrypcją (sentencją) w j. łac. INVIDIA SICULI NON INVENERE TYRANNI TORMENTUM MAJUA (pol. Sycylijscy tyrani nigdy nie wymyślili większej kary niż zazdrość. Główne wejście od frontu ganku w portalu między dwoma pilastrami podtrzymującymi fronton zbliżonym kształtem do entrecoupé (z przerwą). W przerwie kartusz z herbem von Ender. Poniżej w architrawie nad agrafą data 1782. Na ścianie frotowej po lewej stronie ganku znajduje się tablica fundacyjna Michaela Starszego z herbami: von Ender oraz von Hoffmann. Obiekt posiada dwie wieże sześciokondygnacyjną z ośmiobocznym hełmem po stronie południowej (przy lewej ścianie) oraz pięciokondygnacyjną po stronie północnej (na prawej ścianie) zakończoną równo z kalenicą. Pałac ma dwutraktowy układ pomieszczeń. Hol w części centralnej budowli sklepiony jest krzyżowo z kolebkami i lunetami oraz wsparty jest na szerokich filarach. Na dziedzińcu stoją wykonane przez Jana Chrystiana Kirchnera barokowe rzeźby, które pochodzą z pałacu w Radomierzycach.

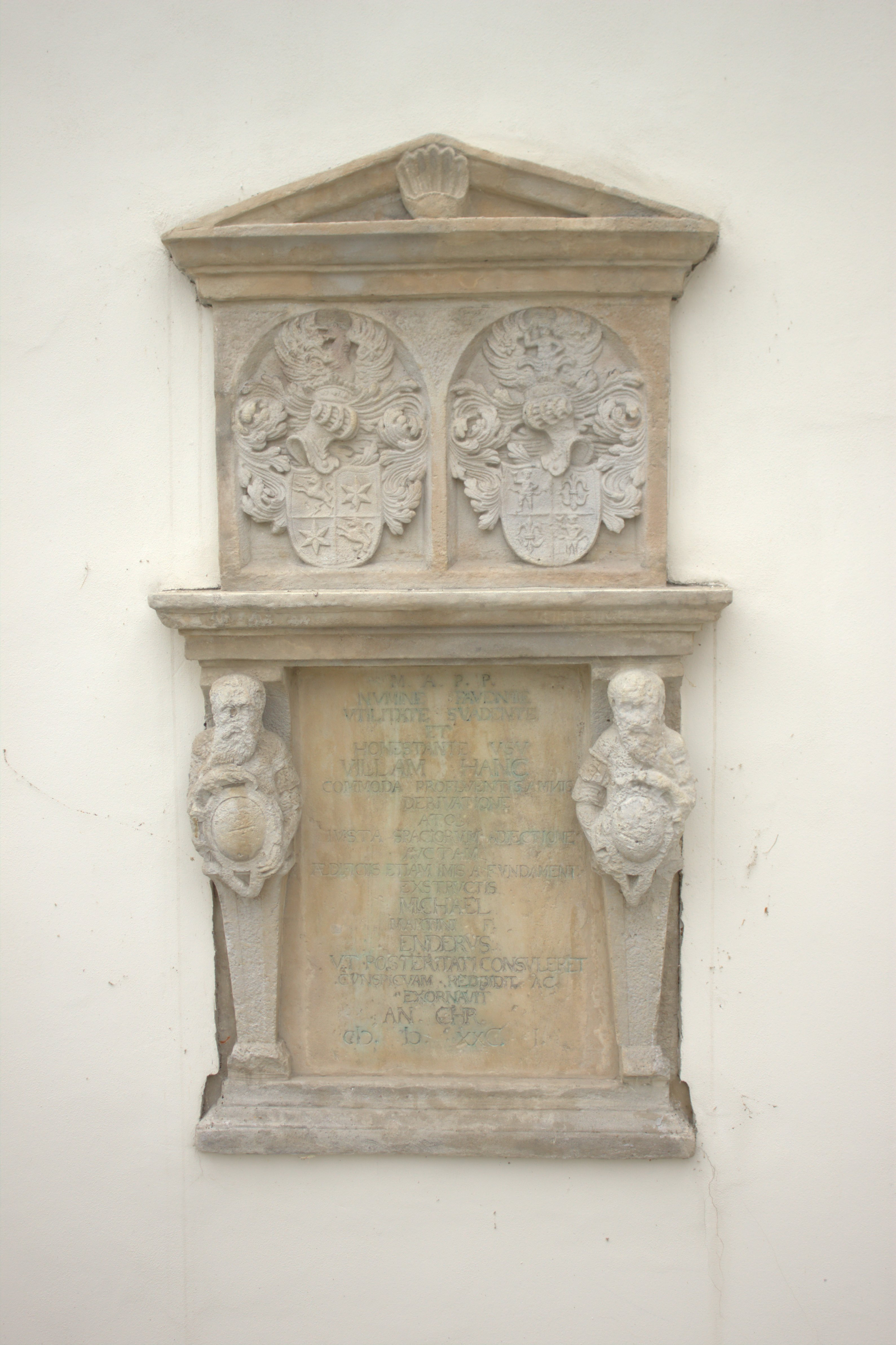
Tablica z herbami Ender i Hoffmann
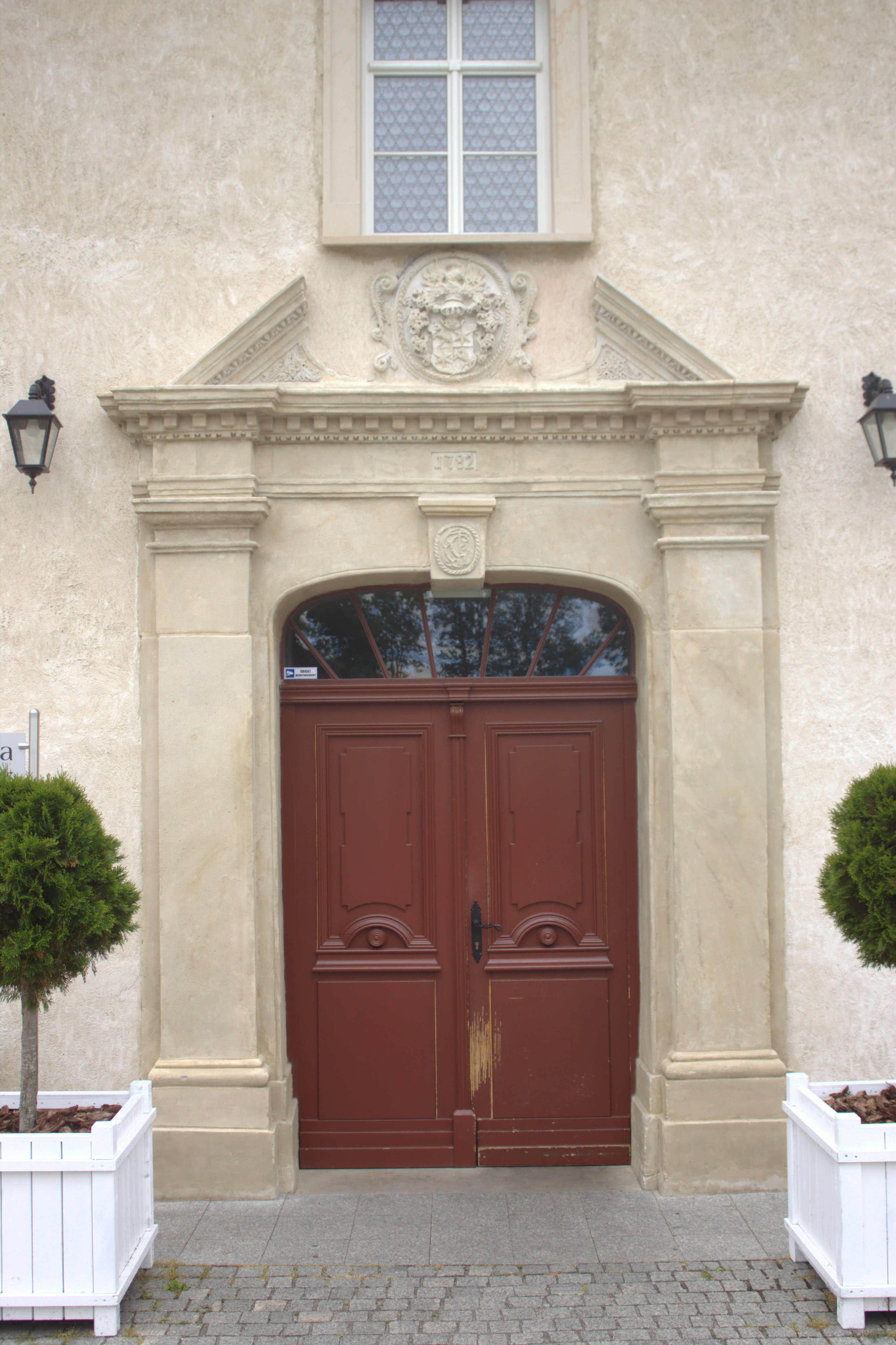
Portal z herbem von Ender
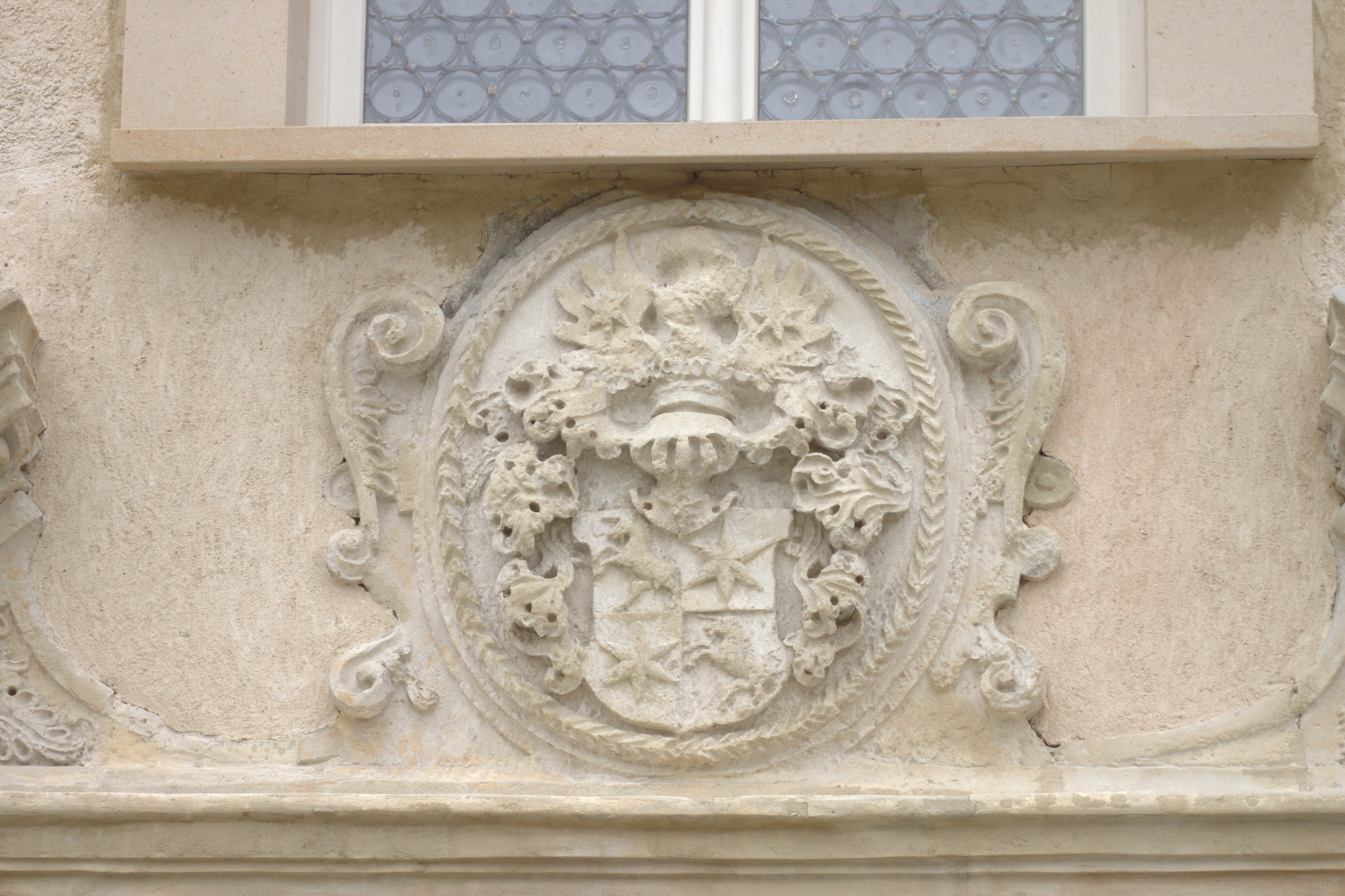
Portal z herbem von Ender
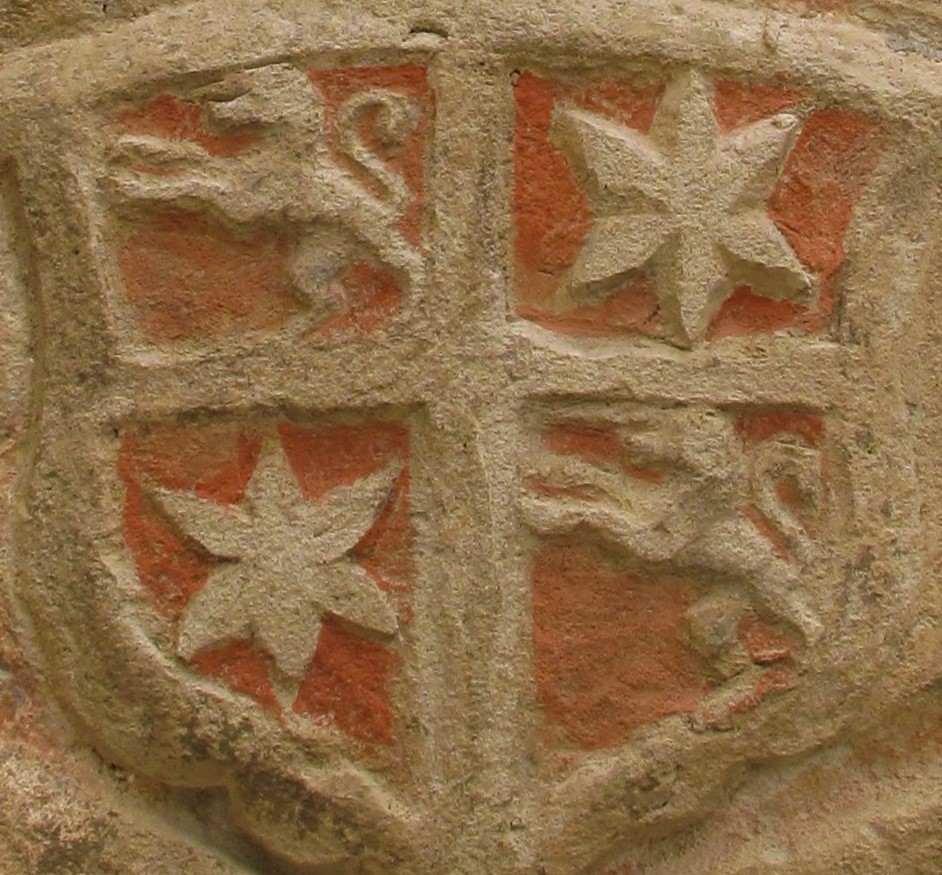
Herb von Ender
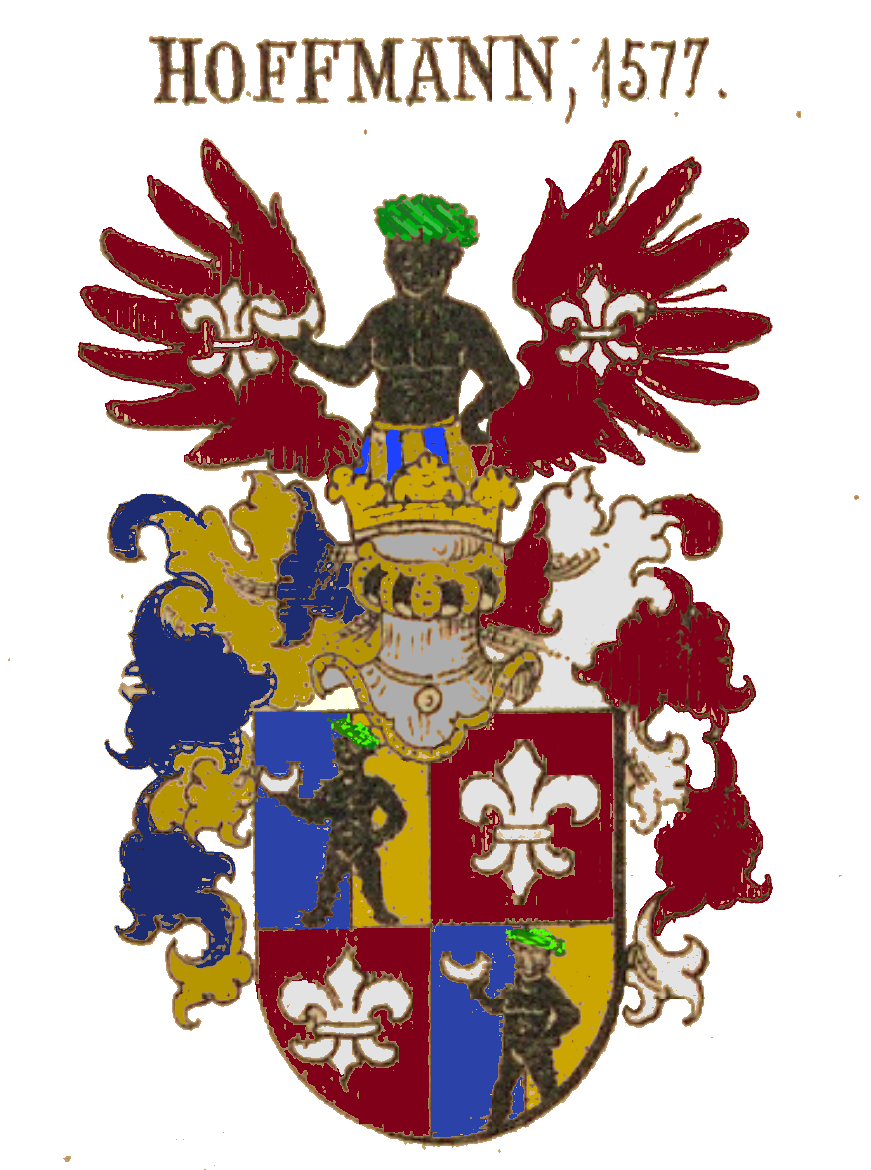
Herb von Hoffmann